# کوندو: عصر طغیان
کوندو: عصر طغیان (انگلیسی: Kundo: Age of the Rampant؛‏ کره‌ای: 군도: 민란의 시대) فیلم اکشن تاریخی محصول سال ۲۰۱۴ کره جنوبی به کارگردانی یون جونگ بین و با بازی ها جونگ وو و گانگ دونگ وون است. داستان فیلم در میانهٔ قرن نوزدهم در دوره چوسان واقع شده است و دربارهٔ جنگ قدرت بین نجیب‌زادگان ثروتمند ظالمی است که جامعه را اداره می‌کنند و گروهی از قانون شکنان عادل که از مقامات فاسد سرقت می‌کنند تا به ستمدیدگان و گرسنگان بدهند.

## بازیگران
- ها جونگ وو در نقش دول نو چی/دوچی
- گانگ دونگ وون در نقش جو یون
  - نام دا روم در نقش جوانی جو یون
- لی گیونگ یونگ در نقش تِنگ چو
- لی سونگ مین در نقش دِه هو